# Данн, Триесте Келли
Триесте Келли Данн (англ. Trieste Kelly Dunn; род. 14 января 1981, Прово, Юта, США) — американская актриса, известная по ролям на телевидении и в независимом кино.

## Биография
Данн родилась 14 января 1981 года, в городе Прово, штат Юта. Актёрскому мастерству обучалась в Университете Искусств Северной Каролины. Одним из её однокурсников был фильммейкер Аарон Катц, впоследствии Данн снялась в его драме «Холодная погода».

## Карьера
В кино снимается с 12 лет. Сыграла в фильме «Потерянный рейс» (2006) реально существовавшую девушку Дору Фрэнсис Бодли, ставшую жертвой террористов. Первую серьёзную роль получила в телесериале канала FOX «Кентерберийский и закон» (2008), где сыграла Молли МакКоннел, помощницу адвоката, однако сериал был закрыт из-за низких рейтингов после первого сезона. После этого снималась в главных ролях в нескольких независимых фильмах. В 2010 году Los Angeles Times назвала Келли Данн «восходящей звездой независимого кино». Исполнила главную роль в драматическом фильме «Люби своё оружие» (2013).
Известность пришла к актрисе после роли помощницы шерифа Шивон Келли в телесериале «Банши», в котором она играла с 2013 по 2015 год. C 2015 года начала сниматься в криминальном сериале канала NBC «Слепая зона» в роли бывшей девушки главного героя.
В 2016 году на 4-м ежегодном кинофестивале Northeast Film Festival, а затем и на первом Бруклинском Фестивале Фильмов Ужасов, получила награды в номинации «Лучшая актриса» за роль в короткометражке «The Push».
В 2017 году Триесте Келли Данн снималась в независимом фильме «Вина», режиссёрском дебюте 22-летней Куинн Шепард. В том же году актриса появилась в клипе музыкального исполнителя Com Truise «Propagation» в роли женщины-андроида и появилась в мини-сериале «Охота на Унабомбера».

## Фильмография
| Год       |     | Русское название                    | Оригинальное название             | Роль                       |
| --------- | --- | ----------------------------------- | --------------------------------- | -------------------------- |
| 2003      | кор |                                     | Champagne Society                 | Мишелль Бонапарт           |
| 2004      | ф   | Загадочная кожа                     | Mysterious Skin                   | девушка на свидании        |
| 2006      | с   | Закон и порядок: Специальный корпус | Law & Order: Special Victims Unit | Глория Кулхэйн             |
| 2006      | ф   | Потерянный рейс                     | United 93                         | Дора Фрэнсис Бодли         |
| 2008      | с   | Кентерберийский закон               | Canterbury's Law                  | Молли Макконнелл           |
| 2009      | с   | Купидон                             | Cupid                             | Соня                       |
| 2009      | с   | Грань                               | Fringe                            | Валери Бун                 |
| 2009      | с   | Убить скуку                         | Bored to Death                    | София                      |
| 2010      | ф   | Холодная погода                     | Cold Weather                      | Гейл                       |
| 2010      | ф   | Новый год                           | The New Year                      | Санни                      |
| 2010      | ф   | Отпуск!                             | Vacation!                         | Донна                      |
| 2011      | с   | Братья и сёстры                     | Brothers & Sisters                | Лори Линн                  |
| 2011      | тф  | Убийца в социальной сети            | The Craigslist Killer             | Триша Лефлёр               |
| 2013—2015 | с   | Банши                               | Banshee                           | Шивон Келли                |
| 2013      | ф   | Люби своё оружие                    | Loves Her Gun                     | Элли                       |
| 2013      | с   | Везунчик                            | Golden Boy                        | Марго Диксон               |
| 2013—2014 | с   | Банши: Предыстория                  | Banshee Origins                   | Шивон Келли                |
| 2013      | ф   |                                     | Plato's Reality Machine           | Зои                        |
| 2014      | тф  |                                     | And, We're Out of Time            | Натали                     |
| 2014      | с   | Верь                                | Believe                           | Элизабет Фаррел, агент ФБР |
| 2015      | ф   | Чепуха                              | Applesauce                        | Никки                      |
| 2015      | с   | Хорошая жена                        | The Good Wife                     | Аманда Маркассин           |
| 2015—2020 | с   | Слепая зона                         | Blindspot                         | Эллисон Найт               |
| 2016      | с   | Дорогой доктор                      | Royal Pains                       | Рэйчел                     |
| 2016      | кор |                                     | The Push                          | Маргарет                   |
| 2016      | с   | Булл                                | Bull                              | капитан Тейлор Мэтисон     |
| 2017      | ф   | Вечные дети                         | Infinity Baby                     | Элисон                     |
| 2017      | ф   | Вина                                | Blame                             | Дженнифер                  |
| 2017      | кор |                                     | The Doppel Chain                  | Кристин                    |
| 2017      | с   | Охота на Унабомбера                 | Manhunt: Unabomber                | Тереза Оукс                |
| 2017      | ф   |                                     | The Misogynists                   | Эмбер                      |
| 2018      | с   | Элементарно                         | Elementary                        | Софи Бишоп                 |
| 2019      | с   | Перерождение                        | The Passage                       | Сьерра Томпсон             |
| 2022      | с   | Видеть                              | See                               | посол Тровере              |

## Награды и номинации
| Год  | Награда                             | Категория                                         | Фильм           | Результат |
| ---- | ----------------------------------- | ------------------------------------------------- | --------------- | --------- |
| 2016 | Northeast Film Festival Award       | Лучшая актриса в короткометражном фильме          | The Push        | Победа    |
| 2016 | Brooklyn Horror Film Festival Award | Лучшая актриса в короткометражном фильме          | The Push        | Победа    |
| 2018 | Sidewalk Film Festival Award        | Премия им. Клинта Ховарда для характерных актёров | The Misogynists | Победа    |